# Internationaler Controller Verein
Der Internationale Controller Verein befasst sich auf internationaler Ebene mit den Themen des Controllings. Über Schriften (gedruckt oder online), Kongresse, Arbeitstreffen, Netzwerkbildung und Awards ist er bestrebt, entsprechendes Wissen zu fördern, zu vertiefen und zu verbreiten.

## Zweck und Organisation
Der Verein ist ein eingetragener Verein mit dem Sitz in Wörthsee.
Laut Satzung fördert und verbreitet der Verein Techniken, Methoden und Neuerungen auf dem Gebiet des Controllings. Das soll auf wissenschaftlichen und praktischen Grundlagen geschehen. Controllingtätigkeiten beziehen sich dabei auf öffentliche Einrichtungen und Unternehmen.
Die Zahl der Mitglieder liegt bei rund 6000. Sie kommen aus rund zwei Dutzend Ländern, mehrheitlich aus dem D-A-CH-Raum (Stand: 2024). Mitglieder sind natürliche und juristische Personen. Sieben Personen sind zu Ehrenmitgliedern ernannt worden.
Die Mitgliederversammlung wählt den Vorstand, der aus sieben Personen besteht (Stand: 2024);  den Vorstandsvorsitz hat Heimo Losbichler, der am Standort Steyr der FH Oberösterreich eine Professur für Controlling, Rechnungswesen und Finanzmanagement innehat. Der Vorstand wird durch eine Geschäftsstelle unterstützt. Elf Personen bilden das beratende Kuratorium (Stand: 2024), das von Utz Schäffer geleitet wird.
Die Vernetzung und fachliche Arbeit findet in regionalen Arbeitskreisen sowie in themen- oder branchenbezogenen Fachkreisen statt. Zu den Themen-Fachkreisen zählen beziehungsweise zählten zum Beispiel solche, die sich mit den International Financial Reporting Standards, mit Kommunikations-Controlling oder moderner Budgetierung befassen. Bei den Branchenkreisen sind oder waren es solche zu Banken, zum Gesundheitswesen oder zu Life Sciences.

## Zeitschrift
Zweimonatlich erscheint die Fachzeitschrift des Vereins, das Controller Magazin. Sie richtet sich an das Fachpublikum der Controller und an die Vereinsmitglieder. Anfang 2024 betrug die gedruckte Auflage nach Verlagsangaben 6300 Exemplare.

## Kongress und Auszeichnungen
Der Verein richtet seit 1976 alljährlich den Congress der Controller aus. Er gilt als Europas größte Controlling-Fachtagung, 2018 nahmen rund 600 Personen teil.
Seit 2003 wird während des Kongresses der ICV Controlling Excellence Award verliehen, mit dem „vorbildliche Controllerarbeit“ ausgezeichnet werden soll. Zu den Preisträgern zählen beispielsweise Edeka Südwest (2017), die Deutsche Post AG (2022) oder Merck (2023).
Gemeinsam mit der Péter Horváth-Stiftung, benannt nach dem Inhaber eines Lehrstuhls, der sich in Deutschland als erster zentral mit Controlling befasste, wird seit 2011 außerdem der Green Controlling Preis verliehen, der ökologische Controllingstrategien, -programme, -projekte oder -maßnahmen würdigt, die besonders auf Nachhaltigkeit abzielen.
Der ICV Newcomer Award will den Theorie-Praxis-Transfer unterstützen, indem neue und praktikable Ideen ausgezeichnet werden, die Controlling-Nachwuchskräfte in wissenschaftlichen Abschlussarbeiten (Master- oder Bachelorarbeiten) formuliert haben. Der Preis wird seit 2005 vergeben.

## Entwicklung
Der Verein wurde am 15. Februar 1975 mit dem Namen Controller Verein in Augsburg gegründet. Als Gründervater gilt Albrecht Deyhle, der zuvor die 1971 errichtete und von ihm geleitete Controller Akademie in Gauting bei München etabliert hatte. Zu den Vereinsgründern zählten neben Deyhle auch Alfred Blazek, Heinz Dietz, Walther Germeroth, Erwin Helffenstein, Kurt Jehle und Erwin Küchle. Die Gründung gilt für Deutschland beziehungsweise im deutschsprachigen Raum als wichtige Etappe der Professionalisierung im Tätigkeitsfeld der Controller, obgleich anfänglich eher an eine Vereinigung von Alumnae der Controller Akademie gedacht war. Am 24. Mai 1976 richtete der Verein in Frankfurt am Main seinen ersten Kongress aus. Die erste Ausgabe der Zeitschrift Controller Magazin erschien bereits zuvor, im Januar 1976. Ihre Auflage lag anfänglich nur bei 500 Exemplaren, dennoch wurde sie im deutschsprachigen Raum rasch zum „Sprachrohr“ der Controller.
Die inhaltliche Hauptarbeit fand in den Anfangsjahren in regionalen Arbeitsgruppen statt. Solche fanden sich nicht nur in Deutschland, sondern frühzeitig auch in der Schweiz und in Österreich. Die Geschäftsstelle war seit Vereinsgründung in Gauting angesiedelt, wechselte 1984 nach Berlin und fünf Jahre später wieder zurück nach Gauting. Mitte der 1980er Jahre hatte der Verein die Schwelle von 500 Mitgliedern erreicht.
Insbesondere seit den 1990er Jahren setzte der Verein Strategien der Internationalisierung um. Zum 31. Dezember 2000 hatte er knapp 3500 Mitglieder, etwas mehr als 800 hatten ihren Wohnsitz außerhalb Deutschlands. Im  Folgejahr brachte der Verein diesen Trend durch Umbenennung zum Ausdruck: Seither heißt er Internationaler Controller Verein. Im Jahr 2017 war er in insgesamt 15 Ländern aktiv.